# Essentially Contested Concept
Ein Essentially Contested Concept (deutsch „wesensmäßig umstrittener Begriff“) ist der Anglizismus für eine abstrakte Idee oder einen abstrakten Begriff (wie z. B. Demokratie, Kunstwerk oder Freiheit), die bzw. der je nach Betrachtungswinkel sehr leicht unterschiedlich interpretiert und konkretisiert werden kann, was letztlich auf unterschiedlichen Wertvorstellungen beruht.

## Allgemeines
Dies bedingt, dass der über die Kernbedeutung solcher Begriffe hinausgehende Begriffsinhalt notwendigerweise umkämpft ist. Contested Concepts lassen somit sehr viel Raum für ideologisches Framing und Reframing.
Das Essentially Contested Concept geht auf den Sozialwissenschaftler Walter Bryce Gallie (1956) zurück. Er zeigte, dass sich Menschen mit teilweise unterschiedlichen Anschauungen und Wertvorstellungen auf gemeinsame Begriffe verständigen können. Aufgrund der unterschiedlichen Anschauungen und Wertvorstellungen werden die Begriffe aber so unterschiedlich interpretiert, dass über die Anwendbarkeit auf konkrete politisch-gesellschaftliche Phänomene oft keine Einigkeit besteht. Ebenso kann auch eine Differenz darüber bestehen, in welchem Umfang z. B. die Idee der Demokratie verwirklicht ist. In diesen Fällen liegt ein Essentially Contested Concept dann vor, wenn eine Gruppe in einer Auseinandersetzung um die Deutungshoheit ihre Interpretation der Idee bewusst gegen die Interpretation anderer Gruppen einsetzt.

## Sieben Kriterien
Gallie entwickelte sieben Kriterien, anhand derer festgestellt werden kann, ob ein Begriff ein Essentially Contested Concept ist:
1. der Begriff bezeichnet eine "wertgeschätzte Errungenschaft" ("valued achievement"), wie etwa "Demokratie oder "soziale Gerechtigkeit"(„appraisiveness“)
2. der Begriff muss in sich komplex sein, also mehrere ausgeprägt definitorische Komponenten haben („internal complexity“)
3. der Begriff muss verschiedenartig beschreibbar sein, so dass unterschiedliche Gewichtungen oder Anordnungen dieser Komponenten unterschiedliche Bedeutungen ergeben („diverse describability“)
4. der Begriff muss offen sein, also Abwandlungen unterliegen z. B. in Reaktion auf sich verändernde historische Umstände („openness“)
5. die am Diskurs Beteiligten erkennen den umstrittenen Charakter der Konzeptbedeutung an („reciprocal recognition“)
6. die unterschiedlichen Konzeptbedeutungen fußen auf der Bedeutung einer spezifischen historischen Instanz („original exemplar“)
7. der anhaltende Diskurs führt zu einer erhöhten Qualität der Argumente und zu einer größeren Übereinstimmung über die historische Instanz („progressive competition“)

Während die Relevanz der ersten vier Kriterien weitestgehend akzeptiert ist, trifft dies auf die Kriterien (5), (6) und (7) nicht zu.
Im Gegensatz zu einem „contingently contested concept“ – also einem nur zufälligerweise oder bedingt umstrittenen Begriff – wird bei einem notwendigerweise umstrittenen Begriff angenommen, dass er „stets Gegenstand von Streit und Uneinigkeit sein wird“.

## Beispiele
Als Essentially Contested Concept werden zum Beispiel Soziale Gerechtigkeit, Kunst, Demokratie, Rule of law, Neoliberalismus, Mittelschicht, Kapitalismus, Islam oder Europa interpretiert.